# Horst Kretzschmar
Horst Kretzschmar (* 1959 in Crimmitschau) ist ein deutscher Polizeibeamter. Von 2019 bis 2022 war er Landespolizeipräsident der Polizei Sachsen.

## Leben
Kretzschmar ist Sohn eines Polizisten und begann 1978 selbst eine Laufbahn als Polizist bei der Volkspolizei der DDR, zuletzt bei den Volkspolizei-Bereitschaften im Rang eines Majors. Er besuchte die Offiziershochschule des Ministeriums des Innern und von 1986 bis 1989 die Militärakademie „Friedrich Engels“, wo er einen Abschluss als Diplom-Militärwissenschaftler erlangte.
Ab 1990 gehörte Kretzschmar der neu gegründeten Polizei Sachsen an. Dort baute er 1992 das Spezialeinsatzkommando auf und war bis 2004 dessen Leiter.
Im Anschluss war er „Leiter Einsatz, Führungs- und Lagezentrum“ bei der Polizeidirektion Leipzig, wo er unter anderem Einsatzleiter in Leipzig bei Spielen der Fußball-Weltmeisterschaft 2006 im dortigen Zentralstadion war. Später folgten Führungspositionen bei der 1. Bereitschaftspolizeiabteilung Dresden und beim Landeskriminalamt Sachsen. 2010 wechselte er zur Polizeidirektion Dresden, wo er vom Abteilungsleiter bis Juli 2014 zum Präsidenten der Sächsischen Bereitschaftspolizei aufstieg. Nur eineinhalb Jahre später wurde Kretzschmar überraschend Präsident der Polizeidirektion Dresden: Sein Vorgänger Dieter Kroll ging planmäßig in Ruhestand und der designierte Nachfolger konnte die Stelle wegen eines Verkehrsunfalls unter Alkoholeinfluss wenige Wochen vor Amtsübergabe nicht übernehmen – stattdessen wurde kurzfristig Kretzschmar berufen. Beim Amtsantritt am 1. April 2016 kündigte er an, sich gegen weiteren Stellenabbau und für die Einstellung von etwa 1.000 zusätzlichen Polizisten in Sachsen einzusetzen.
Ab Januar 2019 war Kretzschmar Landespolizeichef, nachdem sein Vorgänger Jürgen Georgie in Rente gegangen war. Prägend für seine Amtszeit war die COVID-19-Pandemie in Deutschland. Ende März 2022 ging Kretzschmar in Ruhestand. Er übergab das Amt an Jörg Kubiessa, der auch schon Kretzschmars Nachfolger als Leiter der Polizeidirektion Dresden war.
Kretzschmar war früher Ringer im griechisch-römischen Stil bei der BSG Motor Werdau und wurde bei den DDR-Ringermeisterschaften 1980 Dritter im Halbschwergewicht sowie im Schwergewicht Vizemeister bei den DDR-Meisterschaften 1986 und 1987. Zu seiner Zeit als Polizeipräsident kämpfte er in seiner Freizeit Judo. Er ist auch unter dem Spitznamen „Eisenhorst“ bekannt.

## Werke
- mit Michael Pumptow, Heiko Kaden: Vorschriftensammlung für die Polizei in Sachsen. Richard Boorberg, Stuttgart 2017, ISBN 978-3-415-02814-2.